# Kochstraße (Trier)
Die Kochstraße ist eine Straße in der Trierer Innenstadt. Sie verläuft zwischen Sichelstraße und Christophstraße. Besonderes Merkmal der Straße ist das an der Nordecke stehende ehemalige Reichsbankgebäude.

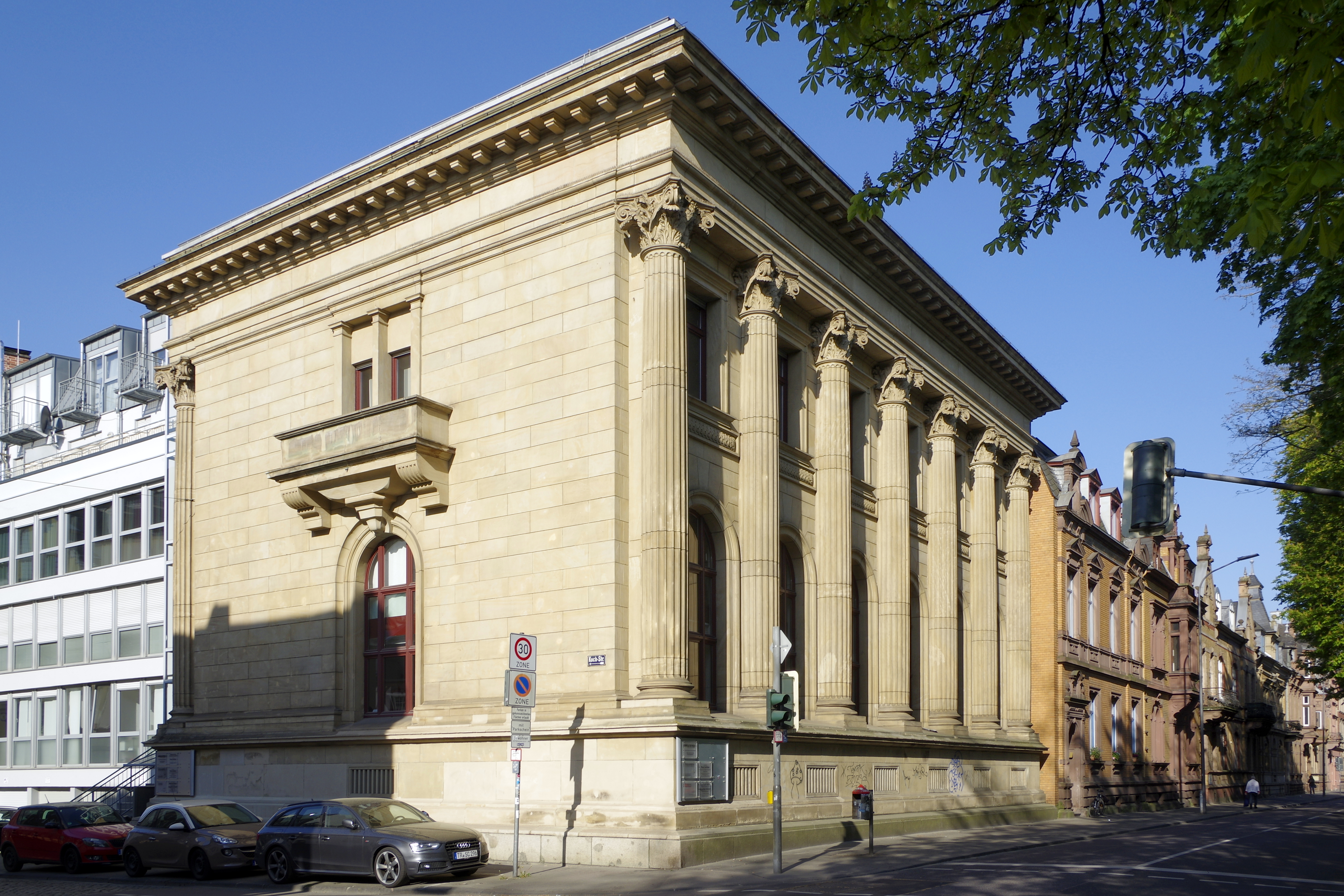
Reichsbankgebäude. Links die Kochstraße.

## Geschichte und Kulturdenkmäler
Die 1902 angelegte Straße liegt in einem vormaligen Gefängnisgelände und ist nach dem früheren Reichsbankpräsidenten Richard Koch benannt. Das Reichsbankgebäude wurde 1901 bis 1903 errichtet. Es gehört postalisch zur Kochstraße, allerdings befindet sich die Hauptfassade mit ihren neoklassizistischen Säulen an der Christophstraße. Dort, zwischen den beiden westlichen Säulen, war früher auch der Haupteingang.
Die restlichen Gebäude sind bis auf eines zwischen 1901 und 1927 entstanden. Die meisten davon sind der Reformarchitektur zuzurechnen. Ferner weisen die ältesten noch historistische und das Gebäude von 1927 expressionistische Motive auf. Ein Gebäude aus der zweiten Hälfte des 20. Jahrhunderts steht direkt neben dem ehemaligen Reichsbank-Hauptgebäude. Neun der Gebäude sind als Kulturdenkmäler gelistet. Alle Gebäude der Bebauung bis 1927 sind außerdem Teil der beiden Denkmalzonen Kochstraße/Sichelstraße und Christophstraße 8-27 und Kochstraße 13.